# Akwaja
Akwaja (ou Akoja) est un village du Cameroun situé dans la commune d'Ako. Il est rattaché au département du Donga-Mantung, dans la région du Nord-Ouest. C'est aussi le siège d'une chefferie traditionnelle de 2e degré.

## Population
En 1970, 2 093 habitants y ont été dénombrés, principalement des Mbembe. Ce résultat regroupe les comptages dans 5 quartiers : Akwaja, Bali, Zechiyu, Zecoch-Zebi, Zembabru. 
Le Bureau central des recensements et des études de population (BCREP) a réalisé un recensement en 2005, le Répertoire actualisé des villages du Cameroun, dans lequel il évaluait à 4 797 le nombre d'habitants ; ce chiffre inclut 2 279 hommes 2 518 femmes.

## Économie
Les villageois pratiquent plusieurs métiers dans les domaines de la pêche, l’exploitation forestière, l’artisanat, l’exploitation minière, l’agriculture, l’élevage bovin, l’apiculture, le commerce, la chasse et le transport de marchandises. Les femmes sont présentes dans certains domaines notamment : l’artisanat, l’agriculture, l’élevage bovin, l’apiculture et le commerce.
L'apiculture est une activité particulièrement répandue dans la commune.

### Marché
Le village dispose d'un marché à Akwaja. 

## Système éducatif
Il y a une école primaire dans le village, la GS Akwaja, un établissement d'enseignement secondaire la GSS Akwaja ainsi que plusieurs écoles primaires aux alentours parmi lesquels : la GS Ekuru, la GS Tumbo, la GS Zuche et la GS Ziekpi.   

## Santé et hôpitaux
Il y a un hôpital, le IHC Akwaja crée en 1997. 

## Accès à l’eau
Le village n'a pas de point d’eau potable.   

## Accès à l’électricité
Le village n'a pas d'accès à l’électricité.

## Réseau routier
Une route relie Nzibie, au sud de Berabe, à Abongshie, près de la frontière avec le Nigeria. Cette route rurale étroite passe par les villages d'Akwaja, Amba et Akwess avant d'arriver à Abongshie.   
Un sentier part d'Akwaja et rejoint Nkambe au sud en passant par les villages d'Ezentoh et de Konchep.  

## Développement d'Akwaja
Le plan de développement prévoit de nombreux projets pour le village concernant les domaines de l'éducation, l'accès à l'eau et l'électricité, la santé, les transports, la culture et le commerce. Le village verra ainsi la construction de plusieurs salles de classe dans les écoles primaires d'Akwaja, Ekuru, Ziekpi et de Zuche et dans l'établissement d'enseignement secondaire d'Akwaja. 110 robinets seront installés à Ekuru, Tumbo, Zizikwa, Zoche, et Ziekpi et un barrage hydroélectrique sera construit, ainsi qu'une extension pour le centre de soins et une salle communautaire. 
Des routes verront le jour pour rejoindre Assa, Konchep ainsi que Saah ; trois marchés seront construits à Seh, Tulah et Tuboh et la commune installera 100 poubelles.  